# كارون (بهمئي غرمسيري الشمالي)
کارون (بالفارسية: کارون) هي قرية تقع في إيران في قسم بهمئي غرمسیري الشمالي الريفي. يقدر عدد سكانها بـ 76 نسمة .